# Homologia de seqüència

Filogènia gènica com a branques vermelles i blaves dins de la filogènia d'espècies grises. A dalt: la duplicació d'un gen ancestral produeix dos paralogs (histona H1.1 i 1.2). Un esdeveniment d'especiació produeix ortòlegs en les dues espècies filles (humà i ximpanzé). A baix: en una espècie separada (E. coli), un gen té una funció similar (proteïna d'estructuració nucleoide semblant a histones) però té un origen evolutiu separat i també ho és un anàleg.

L'homologia de seqüències és l'homologia biològica entre seqüències d'ADN, ARN o proteïnes, definida en termes d'ascendència compartida en la història evolutiva de la vida. Dos segments d'ADN poden tenir ascendència compartida a causa de tres fenòmens: un esdeveniment d'especiació (ortòlegs), o un esdeveniment de duplicació (paràlegs), o bé un esdeveniment de transferència de gens horitzontal (o lateral) (xenòlegs).
L'homologia entre l'ADN, l'ARN o les proteïnes es dedueix normalment de la seva similitud de seqüències de nucleòtids o aminoàcids. La similitud significativa és una forta evidència que dues seqüències estan relacionades per canvis evolutius d'una seqüència ancestral comuna. Les alineacions de múltiples seqüències s'utilitzen per indicar quines regions de cada seqüència són homòlogues.

## Identitat, semblança i conservació

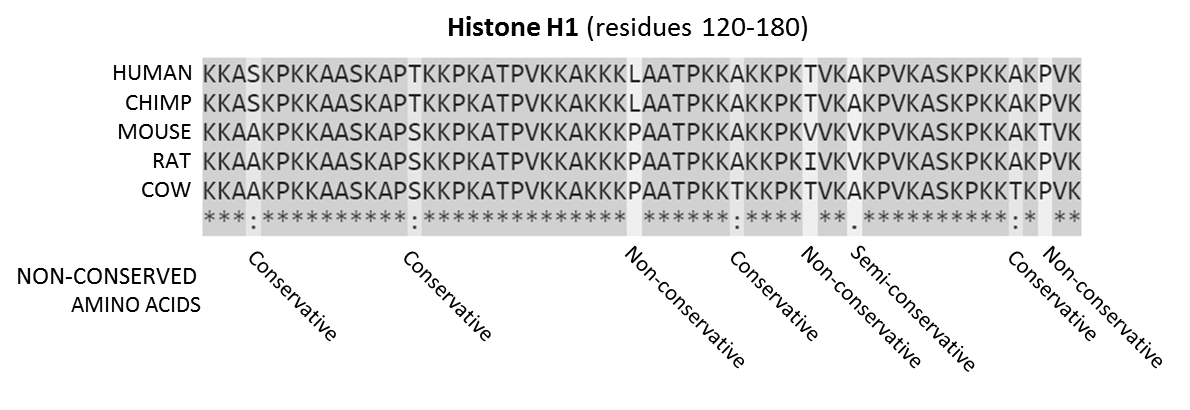
Una alineació de seqüències de proteïnes histones de mamífers. Les seqüències són els residus d'aminoàcids mitjans de 120-180 de les proteïnes. Els residus que es conserven en totes les seqüències es destaquen en gris. La clau següent indica la seqüència conservada (*), les mutacions conservadores (:), les mutacions semiconservatives (.) i les mutacions no conservadores.

El terme "percentatge d'homologia" s'utilitza sovint per significar "semblança de seqüències", és a dir, el percentatge de residus idèntics (percentatge d'identitat), o el percentatge de residus conservats amb propietats fisicoquímiques similars (percentatge de semblança), per exemple, leucina i isoleucina, s'acostuma a utilitzar per "quantificar l'homologia". "En base a la definició d'homologia especificada anteriorment, aquesta terminologia és incorrecta, ja que la semblança de seqüències és l'observació, l'homologia és la conclusió. Les seqüències són homòlogues o no. Això implica que el terme "percentatge d'homologia" és un nom inadequat.
Igual que amb les estructures morfològiques i anatòmiques, la similitud de seqüències es pot produir a causa de l'evolució convergent o, com passa amb les seqüències més curtes, per casualitat, el que significa que no són homòlogues. Les regions de seqüències homòlogues també s'anomenen conservades. Això no s'ha de confondre amb la conservació en seqüències d'aminoàcids, on l'aminoàcid en una posició específica s'ha substituït per un de diferent que té propietats fisicoquímiques funcionalment equivalents.
L'homologia parcial es pot produir quan un segment de les seqüències comparades té un origen compartit, mentre que la resta no. Aquesta homologia parcial pot resultar d'un esdeveniment de fusió gènica.

## Ortologia

A dalt: un gen ancestral es duplica per produir dos paralogs (Gens A i B). Un esdeveniment d'especiació produeix ortòlegs en les dues espècies filles. A baix: en una espècie separada, un gen no relacionat té una funció similar (Gen C) però té un origen evolutiu separat i també ho és un anàleg.

Les seqüències homòlogues són ortòlogues si es dedueix que descendeixen de la mateixa seqüència ancestral separada per un esdeveniment d'especiació: quan una espècie divergeix en dues espècies separades, es diu que les còpies d'un sol gen de les dues espècies resultants són ortòlogues. Els ortòlegs, o gens ortòlegs, són gens de diferents espècies que es van originar per descendència vertical d'un sol gen de l'últim avantpassat comú. El terme "ortòleg" va ser encunyat l'any 1970 per l'evolucionista molecular Walter Fitch.
Per exemple, la proteïna vegetal reguladora de la grip està present tant a Arabidopsis (planta pluricel·lular superior) com a Chlamydomonas (algues verdes unicel·lulars). La versió Chlamydomonas és més complexa: travessa la membrana dues vegades en lloc d'una vegada, conté dominis addicionals i se sotmet a splicing alternatiu. No obstant això, pot substituir completament la proteïna Arabidopsis, molt més senzilla, si es transfereix d'algues al genoma de la planta mitjançant enginyeria genètica. La similitud significativa de seqüències i els dominis funcionals compartits indiquen que aquests dos gens són gens ortòlegs, heretats de l'ancestre compartit.
L'ortologia es defineix estrictament en termes d'ascendència. Atès que l'ascendència exacta dels gens en diferents organismes és difícil d'esbrinar a causa de la duplicació de gens i els esdeveniments de reordenació del genoma, l'evidència més sòlida que dos gens similars són ortòlegs se sol trobar mitjançant l'anàlisi filogenètica del llinatge del gen. Els ortòlegs sovint, però no sempre, tenen la mateixa funció.
Les seqüències ortòlogues proporcionen informació útil en la classificació taxonòmica i els estudis filogenètics dels organismes. El patró de divergència genètica es pot utilitzar per rastrejar la relació dels organismes. És probable que dos organismes que estan molt estretament relacionats mostren seqüències d'ADN molt similars entre dos ortòlegs. Per contra, un organisme que s'allunya més evolutivament d'un altre organisme és probable que mostri una major divergència en la seqüència dels ortòlegs que s'estudien.

### Bases de dades de gens ortòlegs i eines d'inferència d'ortologia de novo
Donada la seva enorme importància per a la biologia i la bioinformàtica, els gens ortòlegs s'han organitzat en diverses bases de dades especialitzades que proporcionen eines per identificar i analitzar seqüències de gens ortòlegs. Aquests recursos utilitzen enfocaments que es poden classificar generalment en aquells que utilitzen anàlisi heurística de totes les comparacions de seqüències per parelles i aquells que utilitzen mètodes filogenètics. Els mètodes de comparació de seqüències van ser pioners a la base de dades COGs el 1997. Aquests mètodes s'han estès i automatitzat en dotze bases de dades diferents, les més avançades són AYbRAH Analyzing Yeasts by Reconstructing Ancestry of Homologs així com aquestes bases de dades següents ara mateix. Algunes eines prediuen ortòlegs de novo a partir de les seqüències de proteïnes d'entrada, potser no proporcionen cap base de dades. Entre aquestes eines es troben SonicParanoid i OrthoFinder.
- eggNOG[9]
- GreenPhylDB[10] per a plantes
- InParanoid[11] se centra en les relacions ortològiques per parelles
- OHNOLOGS[12][13] és un dipòsit dels gens retinguts de les duplicacions del genoma sencer en els genomes dels vertebrats, inclosos els humans i el ratolí.
- OMA[14]
- OrthoDB[15] aprecia que el concepte d'ortologia és relatiu a diferents punts d'especiació proporcionant una jerarquia d'ortòlegs al llarg de l'arbre d'espècies.
- OrthoInspector[16] és un dipòsit de gens ortòlegs per a 4753 organismes que cobreixen els tres dominis de la vida.
- OrthologID[17]
- OrthoMaM[18][19] per a mamífers
- OrthoMCL[20]
- Resum
- SonicParanoid[21][22] és un mètode basat en gràfics que utilitza l'aprenentatge automàtic per reduir els temps d'execució i inferir ortòlegs a nivell de domini.

Els enfocaments filogenètics basats en arbres tenen com a objectiu distingir l'especiació dels esdeveniments de duplicació de gens comparant arbres genètics amb arbres d'espècies, tal com s'implementa en bases de dades i eines de programari com ara:
- LOFT
- TreeFam[23]
- OrthoFinder

Una tercera categoria d'enfocaments híbrids utilitza mètodes tant heurístics com filogenètics per construir clústers i determinar arbres, per exemple:
- EnsemblCompara GeneTrees[24][25]
- HomoloGene[26]
- Ortholuge[27]

## Paralogia
Els gens paràlegs són gens relacionats mitjançant esdeveniments de duplicació en l'últim avantpassat comú (LCA) de l'espècie que s'està comparant. Són el resultat de la mutació de gens duplicats durant esdeveniments d'especiació separats. Quan els descendents de l'LCA comparteixen homòlegs mutats dels gens duplicats originals, aquests gens es consideren paralogs.
Com a exemple, a l'LCA, un gen (gen A) es pot duplicar per fer un gen similar separat (gen B), aquests dos gens continuaran passant a les generacions posteriors. Durant l'especiació, un entorn afavorirà una mutació en el gen A (gen A1), produint una nova espècie amb els gens A1 i B. Després, en un esdeveniment d'especiació separat, un entorn afavorirà una mutació en el gen B (gen B1) donant lloc a una nova espècie amb els gens A i B1. Els gens dels descendents A1 i B1 són paràlegs entre si perquè són homòlegs relacionats mitjançant un esdeveniment de duplicació en l'últim avantpassat comú de les dues espècies.
Les classificacions addicionals dels paralogs inclouen els al·loparàlegs (fora de paralogs) i symparalogs (in-paralogs). Els al·loparàlegs són paràlegs que van evolucionar a partir de duplicacions de gens que van precedir l'esdeveniment d'especiació donat. En altres paraules, els al·loparàlegs són paràlegs que van evolucionar a partir d'esdeveniments de duplicació que van passar a l'ACV dels organismes que es comparen. L'exemple anterior és un exemple d'al·loparalogia. Els simparalogs són paràlegs que van evolucionar a partir de la duplicació gènica de gens paralògics en esdeveniments d'especiació posteriors. A partir de l'exemple anterior, si el descendent amb els gens A1 i B va patir un altre esdeveniment d'especiació on el gen A1 es va duplicar, la nova espècie tindria els gens B, A1a i A1b. En aquest exemple, els gens A1a i A1b són simparalogs.

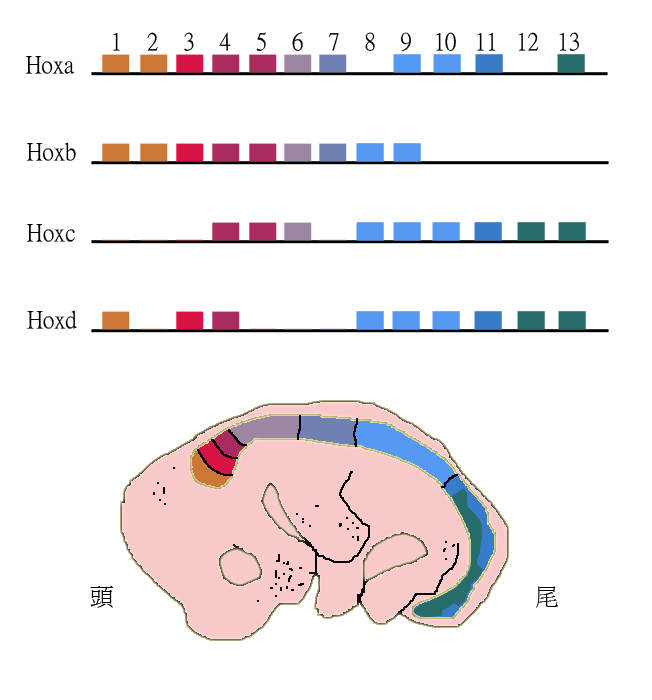
Els gens Hox dels vertebrats s'organitzen en conjunts de paralogs. Cada clúster Hox (HoxA, HoxB, etc.) es troba en un cromosoma diferent. Per exemple, el clúster humà HoxA es troba al cromosoma 7. El clúster HoxA del ratolí que es mostra aquí té 11 gens paràlegs (en falten 2).

Els gens paràlegs poden donar forma a l'estructura de genomes sencers i, per tant, explicar l'evoluci del genoma en gran manera. Alguns exemples inclouen els gens Homeobox ( Hox ) en animals. Aquests gens no només van patir duplicacions gèniques dins dels cromosomes, sinó també duplicacions del genoma sencer. Com a resultat, els gens Hox de la majoria de vertebrats s'agrupen en múltiples cromosomes, sent els grups HoxA-D els més estudiats.
Un altre exemple són els gens de la globina que codifiquen la mioglobina i l'hemoglobina i es consideren paràlegs antics. De la mateixa manera, les quatre classes conegudes d'hemoglobines (hemoglobina A, hemoglobina A2, hemoglobina B i hemoglobina F) són paràlegs entre si. Tot i que cadascuna d'aquestes proteïnes compleix la mateixa funció bàsica de transport d'oxigen, ja han divergit lleugerament en funció: l'hemoglobina fetal (hemoglobina F) té una afinitat més alta per l'oxigen que l'hemoglobina adulta. Tanmateix, la funció no sempre es conserva. L'angiogenina humana va divergir de la ribonucleasa, per exemple, i encara que els dos paràlegs segueixen sent similars en l'estructura terciària, les seves funcions dins de la cèl·lula són ara força diferents.
Sovint s'afirma que els ortòlegs són més similars funcionalment que els paralogs de divergència similar, però diversos articles han desafiat aquesta noció.

### Regulació
Els paràlegs sovint es regulen de manera diferent, per exemple tenint diferents patrons d'expressió específics de teixit (vegeu els gens Hox). Tanmateix, també es poden regular de manera diferent a nivell de proteïnes. Per exemple, Bacillus subtilis codifica dos paràlegs de glutamat deshidrogenasa: GudB es transcriu constitutivament mentre que RocG està estretament regulat. En els seus estats oligomèrics actius, ambdós enzims mostren taxes enzimàtiques similars. No obstant això, els intercanvis d'enzims i promotors causen pèrdues d'aptitud greus, indicant així la coevolució promotor-enzim. La caracterització de les proteïnes mostra que, en comparació amb RocG, l'activitat enzimàtica de GudB depèn molt del glutamat i del pH.

### Regions cromosòmiques paràlogues
De vegades, grans regions de cromosomes comparteixen contingut gènic similar a altres regions cromosòmiques dins del mateix genoma. Estan ben caracteritzats en el genoma humà, on s'han utilitzat com a evidència per donar suport a la hipòtesi 2R. Els conjunts de gens duplicats, triplicats i quadruplicats, amb els gens relacionats en diferents cromosomes, es dedueixen que són restes de duplicacions genòmiques o cromosòmiques. Un conjunt de regions de paralogia s'anomena conjuntament paralogon. Els conjunts ben estudiats de regions de paralogia inclouen regions dels cromosomes humans 2, 7, 12 i 17 que contenen grups de gens Hox, gens de col·lagen, gens de queratina i altres gens duplicats, regions dels cromosomes humans 4, 5, 8 i 10 que contenen grups de gens de la classe neuropèptid N, molts gens de la classe N de receptors, gens de la classe N de neuropèptids, i parts dels cromosomes humans 13, 4, 5 i X que contenen els gens ParaHox i els seus veïns. El complex major d'histocompatibilitat (MHC) del cromosoma 6 humà té regions de paralogia als cromosomes 1, 9 i 19. Gran part del genoma humà sembla que es pot assignar a regions de paralogia.

## Ohnologia

Un esdeveniment de duplicació del genoma sencer produeix un genoma amb dues còpies de cada gen.

Els gens onòlegs són gens paraòlegs que s'han originat per un procés de duplicació del genoma sencer . El nom va ser donat per primera vegada en honor a Susumu Ohno per Ken Wolfe. Els ohnòlegs són útils per a l'anàlisi evolutiva perquè tots els ohnòlegs d'un genoma han estat divergents durant el mateix període (des del seu origen comú en la duplicació completa del genoma). També se sap que els ohnòlegs mostren una major associació amb càncers, trastorns genètics dominants i variacions del nombre de còpies patògenes.

## Xenologia
Els homòlegs resultants de la transferència horitzontal de gens entre dos organismes s'anomenen xenòlegs. Els xenòlegs poden tenir diferents funcions si el nou entorn és molt diferent per al gen que es mou horitzontalment. En general, però, els xenòlegs solen tenir una funció similar en ambdós organismes. El terme va ser encunyat per Walter Fitch.

## Homeologia
Els cromosomes o parts de cromosomes homeòlegs (també escrits homeòlegs) són aquells reunits després de la hibridació entre espècies i la alopoliploidització per formar un genoma híbrid, i la relació del qual era completament homòloga en una espècie ancestral. En els alopoliploides, els cromosomes homòlegs dins de cada subgenoma parental haurien d'aparellar-se fidelment durant la meiosi, donant lloc a l'herència disòmica; tanmateix, en alguns al·lopoliploides, els cromosomes homoòlegs dels genomes parentals poden ser gairebé tan semblants entre si com els cromosomes homòlegs, donant lloc a l'herència tetrasòmica (quatre cromosomes aparellats a la meiosi), recombinació intergenòmica i fertilitat reduïda.

## Gametologia
La gametologia denota la relació entre gens homòlegs en cromosomes de sexe oposat no recombinants. El terme va ser encunyat per García-Moreno i Mindell. 2000. Els gametòlogs resulten de l'origen de la determinació genètica del sexe i les barreres a la recombinació entre cromosomes sexuals. Exemples de gametologs inclouen CHDW i CHDZ a les aus.